# Alexander Wetterhall
Alexander Wetterhall (Värnamo, Comtat de Jönköping, 12 d'abril de 1986) és un ciclista suec, professional des de l'any 2009. Des del 2015 corre a l'equip Tre Berg-Bianchi. Ha guanyat dos campionats de Suècia de contrarellotge.

## Palmarès
- 2009
  -  Campió de Suècia en contrarellotge
- 2010
  - 1r a la FBD Insurance Rás
  - Vencedor d'una etapa del Gran Premi Ringerike
- 2013
  - 1r al Tour de Drenthe
- 2016
  -  Campió de Suècia en contrarellotge